# アンドリュス・グジュス
アンドリュス・グジュス（Andrius Gudžius、1991年2月14日 - ）は、リトアニアの陸上選手（円盤投）。